# Music of the Spheres (album de Ian Brown)
 (juillet 2021).
Pour les articles homonymes, voir Music of the Spheres.
Albums de Ian Brown
Golden Greats
(1999) Remixes of the Spheres
(2002)
Music of the Spheres est le troisième album solo de Ian Brown, ex membre de The Stone Roses. Le titre de l'album fait référence à une règle mathématique, l'harmonie des sphères (en anglais, Music of the Spheres). Cet album continue à s'éloigner des années rock de Brown avec The Stone Roses et s'approche plus du rock psychédélique et même du minimalisme.
À l'instar de la chanson Babasonicós sur le précédent album, la chanson El Mundo Pequeño est chantée en espagnol.
L'album a reçu un très bon accueil critique, et un grand succès commercial, relançant Brown avec un disque d'or et une 3e place sur le UK Albums Chart. Cependant, le single-phare de l'album, F.E.A.R. a reçu un excellent écho commercial, entrant dans le top 20 britannique et recevant un Muso Award en 2002. Il a également été classé 76e sur le "150 Best Tracks of the Past 15 Years" (150 meilleures chansons des 15 dernières années) par le fameux magazine NME en 2011.

## Liste des pistes
1. F.E.A.R. (Ian Brown/Dave McCracken/Dave Colquhoun) – 4:29
2. Stardust (Brown/McCracken/Tim Wills) – 4:30
3. The Gravy Train (Brown/McCracken/Dan Bierton/Greg Hatwell) – 4:23
4. Bubbles (Brown/McCracken/Mark Sayfritz) – 4:35
5. Hear No See No (Brown/McCracken/Sayfritz) – 3:35
6. Northern Lights (Brown/McCracken/Colquhoun) – 4:13
7. Whispers (Brown/McCracken/Wills) – 3:56
8. El Mundo Pequeño (Brown/Francis Dunnery) – 4:01
9. Forever And A Day (Brown/McCracken/Dunnery) – 2:44
10. Shadow Of A Saint (Brown/McCracken/Wills) – 4:42